# The Death of Stalin

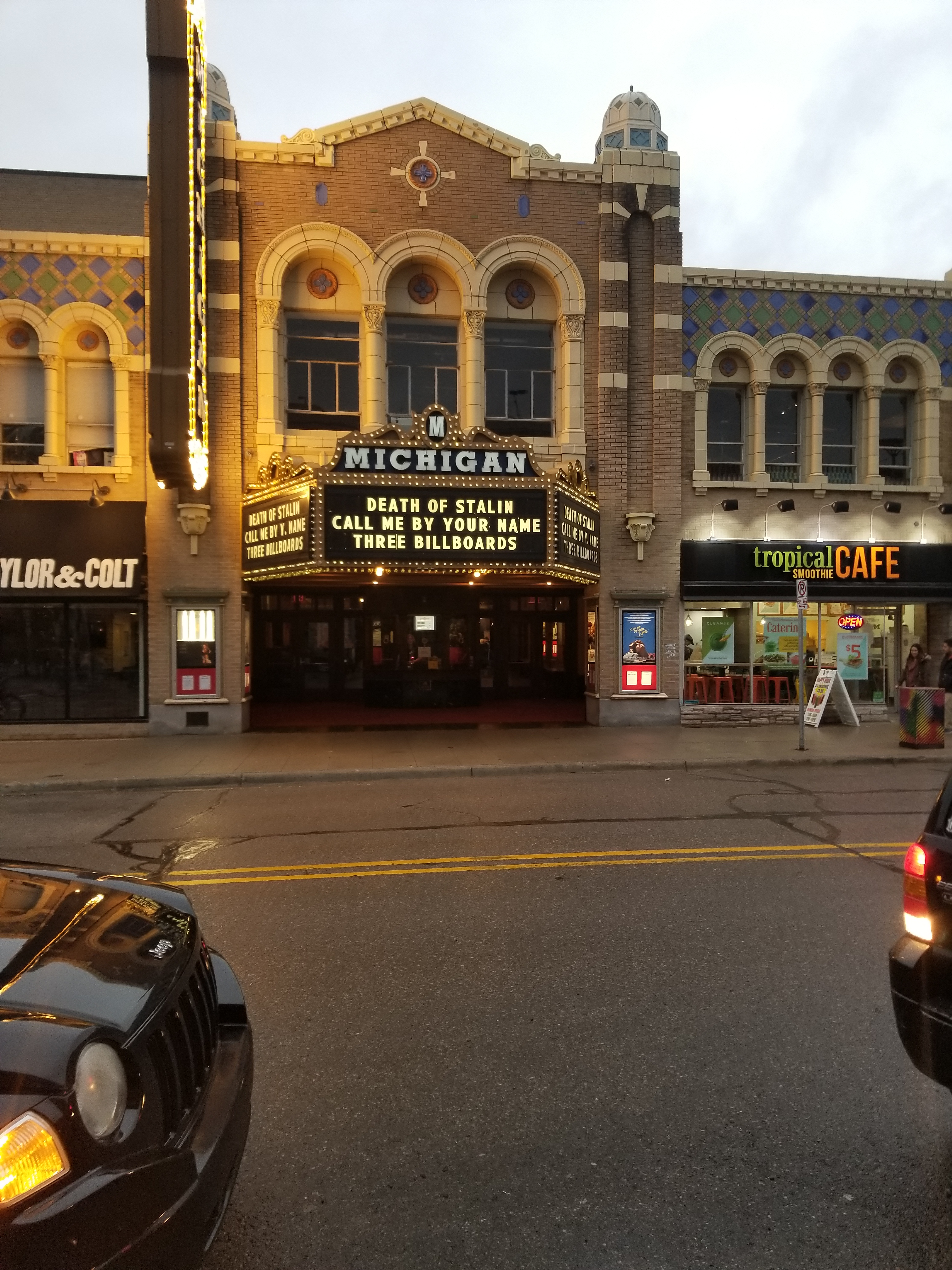
Kino mit Werbung zur Filmaufführung in Ann Arbor, Michigan.

The Death of Stalin (Alternativ: The Death of Stalin – Hier regiert der Wahnsinn) ist eine britisch-französische Filmkomödie des schottischen Regisseurs Armando Iannucci von 2017. Sie schildert mit schwarzem Humor die Ereignisse um den Tod des sowjetischen Diktators Josef Stalin im März 1953 und die Intrigen im engsten Führungszirkel von Partei und Staat um seine Nachfolge. Der Film, dessen Aufführung in Russland verboten ist, kam in Deutschland und Österreich am 29. März 2018 in die Kinos. In der frankophonen Schweiz startete er am 28. März und in der Deutschschweiz am 12. April 2018.
Der Film basiert auf der französischen Graphic Novel La Mort de Staline (dt.: Der Tod von Stalin) und ihrer Fortsetzung von Autor Fabien Nury und Illustrator Thierry Robin.

## Handlung
Nach einer Radioübertragung eines Mozart-Konzerts durch Radio Moskau fordert Josef Stalin telefonisch eine Aufzeichnung an. Da das Konzert jedoch nicht aufgenommen wurde, wird die Aufnahme unter absurden Bedingungen hektisch nachgestellt. Unter anderem werden, um identische akustische Bedingungen zu erreichen, Passanten von der Straße geholt, um Zuschauer zu ersetzen, die den Sendesaal schon verlassen hatten. Der vor Aufregung ohnmächtig gewordene Dirigent wird ersetzt. Die Pianistin Marija Judina, deren Angehörige von Stalins Regime ermordet wurden, lässt sich nur durch eine Bestechung mit über 20.000 Rubeln bewegen, erneut zu spielen.
In die Schallplattenhülle, die per Kurier zu Stalins Datscha geschickt wird, steckt Judina einen Zettel, auf dem sie den Diktator beschuldigt, das Land in den Abgrund zu führen. Als Stalin die Notiz findet, beginnt er heftig zu lachen, erleidet eine Hirnblutung und stürzt gelähmt zu Boden. Da zunächst niemand wagt, unaufgefordert sein Zimmer zu betreten, wird er erst am nächsten Morgen bewusstlos aufgefunden. Von den herbeigerufenen Mitgliedern des Zentralkomitees der KPdSU (ZK) trifft zunächst Geheimdienstchef Lawrenti Beria ein, der Judinas Notiz entdeckt und an sich nimmt, bevor er hastig mehrere Dokumente an sich bringt. Kurz darauf erscheint der stellvertretende Generalsekretär des ZK, Georgi Malenkow, der wegen Stalins bevorstehendem Tod in Panik gerät. Beria rät ihm aber, die Führung zu übernehmen, in der Hoffnung, den schwachen Malenkow wie eine Marionette beeinflussen zu können.
Bis auf den ehemaligen Außenminister Wjatscheslaw Molotow, den Stalin am Vorabend spontan auf eine Todesliste hatte setzen lassen, treffen schließlich alle Mitglieder des ZK ein, darunter auch dessen Sekretär Nikita Chruschtschow. Erst jetzt tragen sie Stalin gemeinsam aus dem Zimmer und veranlassen ärztliche Betreuung, was aber gar nicht so einfach ist, da sie erst kürzlich fast alle Ärzte wegen der angeblichen Ärzteverschwörung haben verhaften lassen. Hektisch lässt man den Geheimdienst daraufhin Mediziner zusammentreiben. Diese erklären, dass keine Aussicht auf Heilung bestehe.
Zwischen Chruschtschow und Beria entbrennt nun ein verdeckter Machtkampf. Der Geheimdienstchef lässt die Transportverbindungen von und nach Moskau unterbrechen und überträgt dem von ihm kontrollierten NKWD die Sicherung der Hauptstadt anstelle der Roten Armee. Beria begnadigt eigenmächtig Molotow, der ihm nützlich erscheint, und lässt ihm missliebige Personen verhaften. Stalins Tochter Swetlana und sein cholerischer, alkoholkranker Sohn Wassili treffen ebenfalls in der Datscha ein, wo Chruschtschow und Beria um ihre Aufmerksamkeit ringen, da sie sich durch die Kontrolle der Kinder Stalins zusätzlichen Einfluss versprechen.
Als Stalin stirbt, fahren die ZK-Mitglieder nach Moskau zurück, während NKWD-Agenten auf Berias Befehl unverzüglich die Datscha leerräumen und alle Augenzeugen ermorden, darunter auch die Ärzte. Chruschtschow sucht Molotow in seiner Wohnung auf, um ihn als Verbündeten zu gewinnen, was dieser zurückweist, da er als überzeugter Stalinist eine Spaltung der Partei ablehnt. Beria versucht ebenfalls, Molotow auf seine Seite zu ziehen, indem er dessen Ehefrau Polina freilässt, die einige Jahre zuvor vom NKWD verhaftet worden war und die Molotow für tot gehalten hatte.
Das ZK ernennt Malenkow zum neuen Regierungschef und weist Chruschtschow auf Betreiben Berias die scheinbar bedeutungslose Aufgabe zu, Stalins Begräbnis zu organisieren. Beria hingegen verbessert seinen Ruf in der Öffentlichkeit, indem er politische Gefangene freilässt und Repressalien gegen die Russisch-Orthodoxe Kirche einstellt. Es sieht so aus, als würde es Beria gelingen, den Machtkampf für sich zu entscheiden. Doch entbrennt ein Streit zwischen dem arroganten Beria und Georgi Schukow, Kriegsheld und Chef der Landstreitkräfte der Roten Armee, der darüber erbost ist, dass der NKWD anstelle der Armee die Sicherheit Moskaus garantieren soll. Als Beria erfährt, dass die Pianistin Judina eine entfernte Bekannte von Chruschtschow ist, weil sie dessen Nichte Klavierunterricht gegeben hat, bedroht er beide mit dem Hinweis auf den Zettel, den er neben Stalin gefunden hat.
Chruschtschow trifft sich daraufhin mit Schukow. Dieser, der eine Entmachtung der Armee durch den Geheimdienst fürchtet, sichert ihm seine Unterstützung bei einem Putsch gegen Beria zu, falls das ZK einstimmig hinter ihm steht. Um Berias Popularität zu untergraben, ordnet Chruschtschow nun an, den Zugverkehr nach Moskau wieder aufzunehmen. Daraufhin strömen Bewunderer Stalins in die Hauptstadt, um von dem Toten Abschied zu nehmen. NKWD-Agenten, die die Aufbahrungshalle bewachen, verweigern den Menschen den Zutritt und eröffnen schließlich das Feuer, was eine Massenpanik auslöst, bei der insgesamt 1500 Menschen getötet werden. Das ZK schlägt daraufhin vor, einige NKWD-Beamte zu bestrafen, was Beria aber zurückweist, da dies auf ihn zurückfallen würde. Wütend bedroht er die ZK-Mitglieder mit belastenden Informationen, die er über sie alle gesammelt hat. Auch Molotow stimmt nun einem Putsch gegen Beria zu, unter der Bedingung, dass Chruschtschow die Zustimmung sämtlicher ZK-Mitglieder einschließlich Malenkows findet.
Am Tag von Stalins Beerdigung behauptet Chruschtschow gegenüber Schukow und Molotow, Malenkow unterstütze den Putsch. Bei der anschließenden ZK-Sitzung wird Beria überrumpelt. Die Rote Armee überwältigt daraufhin die anwesenden NKWD-Agenten, und Schukow und seine Männer verhaften Beria. Der überrumpelte Malenkow wird vor vollendete Tatsachen gestellt und gibt widerstrebend seine Einwilligung. Chruschtschow und seine Verbündeten klagen Beria des Hochverrats an, verlesen sogleich das bereits vorformulierte Urteil und lassen ihn erschießen. Seine Leiche wird noch an Ort und Stelle verbrannt. Chruschtschow lässt Stalins Tochter Swetlana nach Wien ausreisen und sichert ihr zu, dass er sich um ihren Bruder kümmern werde; zwischen den Zeilen wird deutlich, dass er den labilen Wassili dauerhaft inhaftieren lassen wird.
Der Film endet mit einer Einstellung, in der Chruschtschow – der zwischenzeitlich zum Anführer der Sowjetunion ernannt wurde – ein Konzert von Marija Judina besucht. Dabei wird er von Leonid Breschnew beobachtet, der ihn elf Jahre später stürzen wird.

## Rezeption
Der Film erhielt überwiegend sehr positive Kritiken. Bei Rotten Tomatoes sind 96 Prozent der insgesamt 237 Kritiken positiv bei einer durchschnittlichen Wertung von 8,09/10.
Der Filmdienst kritisiert, dass „für die Opfer des stalinistischen Terrors kaum Platz“ bleibe. Dafür beeindrucke „die Mischung aus Schrecken, Grausamkeit und Dialogwitz durch ihr glänzendes Darstellerensemble und die Illusionslosigkeit, mit der die Zeit nach Stalin bar allen Optimismus angedeutet wird.“
Alexander Menden sah in der Süddeutschen Zeitung eine „zeitlose Ensemblekomödie über böse Menschen, die Böses im Schilde führen und bei jeder sich bietenden Gelegenheit Böses tun“, und hob vor allem die Leistung der Darsteller hervor: Iannucci habe „für die einander belauernden Sowjet-Apparatschiks eine spieltechnisch heterogene, im Ensemble aber fantastisch funktionierende Gruppe amerikanischer und britischer Schauspieler zusammengestellt.“

## Verbot in Russland
In Russland wurde von verschiedener Seite früh ein Verbot des Films gefordert, da es sich um einen Angriff auf die Ehre Russlands handle. Zum Zeitpunkt der Premiere in England hatte der vorgesehene Verleiher in Russland, Wolga Film, beim Kulturministerium noch keinen Antrag für eine Lizenz eingereicht, die kurz danach erteilte Lizenz wurde nach einer Ankündigung des Kulturministers am 23. Januar 2018 wieder entzogen. Seither ist die Aufführung des Films in Russland untersagt. Ein Kino hatte den Ticketverkauf nicht gestoppt, zeigte den Film vom 25. bis 27. Januar insgesamt fünf Mal und wurde dafür in erster Instanz zu hohen Geldbußen verurteilt.
Wedomosti berichtete im Februar 2018, das Verbot habe unbeabsichtigt zu einer großen Bekanntheit des Films im Land geführt. Im Vergleich mit dem Film Matilda habe sich gezeigt, dass die „Entehrung“ Stalins für viele Russen heutzutage provozierender sei als jene des Zaren.

## Historische Tatsachen
Viele der scheinbar grotesken Filmszenen haben sich wirklich so oder sehr ähnlich abgespielt, wenn auch nicht immer in den gezeigten Zusammenhängen, da die Filmhandlung Fiktionales mit tatsächlichen Geschehnissen vermischt, und die Ereignisse im Jahr nach Stalins Tod auf wenige Tage komprimiert worden sind.
Iannucci, auf die Unstimmigkeiten angesprochen, sagte „Ich meine nicht, dass dies ein Dokumentarfilm ist. Die Handlung des Films ist erdichtet, aber sie ist eine Erdichtung, die von der Wahrheit inspiriert ist, so wie es sich damals angefühlt haben muss: Mein Ziel war, dass das Publikum diese Art von Todesangst (in der Zeit der ‚stalinistischen Säuberungen‘) auf der emotional niedrigsten Ebene spürt, so wie es diese Menschen damals gefühlt haben müssen, als es ihr Alltag war.“ Tatsächlich haben viele Menschen, wie es historisch belegt ist, vor ihrer Ermordung durch Stalins Tötungskommandos „Lang lebe Stalin!“ ausgerufen.
So fand beispielsweise das improvisierte Klavierkonzert, das nur gegeben wurde, um eine Schallplatte für Stalin zu pressen, einige Jahre vor den geschilderten Ereignissen statt. Stalin hatte damals der Pianistin Marija Judina zum Dank 50.000 Rubel überreichen lassen, die diese jedoch mit einem anklagenden Brief an den Diktator zurückgeschickt haben soll. Der Film bedient sich in diesem Fall also realer Ereignisse und Anekdoten, die er leicht abgeändert wiedergibt. Die Aufnahme von Mozarts Klavierkonzert Nr. 23 mit Marija Judina am Flügel lag auf dem Plattenspieler in Stalins Zimmer, als er aufgefunden wurde.
Auch das Flugzeugunglück vom 5. Januar 1950, bei dem die meisten Spieler des Eishockeyteams des Sportvereins WWS MWO Moskau starben, fand tatsächlich statt. Stalins Sohn Wassili bildete eine neue Mannschaft, damit sein Vater nicht von dem Flugzeugunglück erfuhr. Das im Film geschilderte Schicksal von Stalins Tochter Swetlana ähnelt jedoch nicht der Realität: Sie bat bei einer Auslandsreise nach Indien 1966 um Asyl bei der US-Botschaft in Neu-Delhi, was ihr gewährt wurde.
Der Film überzeichnet die Umstände seines Sterbens satirisch, stellt sie aber dennoch weitgehend an der historischen Wirklichkeit orientiert dar. Stalin wurde tatsächlich erst viele Stunden nach seinem Schlaganfall aufgefunden, da niemand es wagte, unaufgefordert sein Zimmer zu betreten. Tatsache ist auch, dass kein Arzt gerufen wurde, solange nicht alle Politbüro-Mitglieder in Stalins Datscha in Kunzewo versammelt waren. Die Sterbeszene, in der Stalin kurz die Augen aufschlägt und drohend den Finger hebt, wurde so von einigen Anwesenden bezeugt. Gleichfalls entspricht es den historischen Fakten, dass einige der besten Mediziner der Sowjetunion kurze Zeit vor Stalins Tod wegen der erfundenen Ärzteverschwörung von Medizinern vor allem jüdischer Herkunft verhaftet worden waren.
Im Gedränge auf und um dem Roten Platz während der Beisetzung Stalins am 9. März 1953 kamen vermutlich mehr als 500 Menschen zu Tode, wobei Mauern des Kremls und Laternenpfähle um ihn „rot mit dem Blut der Opfer gefärbt“ gewesen seien – anders als im Film gezeigt kam es jedoch nicht zu Schüssen auf Menschenmengen.
Das Standgericht der ZK-Mitglieder und die sofortige Verbrennung von Berias Leiche folgt einer Schilderung von dessen Sohn. Auch einige westliche Zeitungen berichteten den Hergang seinerzeit so. Historisch gilt diese Darstellung heute nicht mehr als haltbar. 2010 bestätigte der Stabschef der russischen Luftstreitkräfte, Generalleutnant Wadim Wolkowizki, dass Beria erst am 23. Dezember 1953 erschossen worden sei. Zwar wurde Beria Ende Juni 1953 tatsächlich bei einer ZK-Sitzung verhaftet; er wurde aber erst im Dezember vor Gericht gestellt, am gleichen Tage verurteilt und hingerichtet.

## Auszeichnungen und Nominierungen
Europäischer Filmpreis 2018
- Auszeichnung in der Kategorie Beste Komödie
- Nominierung für den Publikumspreis

Deutscher Synchronpreis 2019
- Auszeichnung in der Kategorie Beste Komödie

Die Deutsche Film- und Medienbewertung (FBW) in Wiesbaden verlieh dem Film das Prädikat wertvoll.

## Synchronisation
Die deutsche Synchronfassung wurde unter der Dialogregie von Clemens Frohmann nach dem Dialogbuch von Stefan Kaiser bei der Neuen Tonfilm München erstellt.
| Darsteller          | Rolle                               | Synchronsprecher   |
| ------------------- | ----------------------------------- | ------------------ |
| Steve Buscemi       | Nikita Chruschtschow                | Santiago Ziesmer   |
| Jeffrey Tambor      | Georgi Malenkow                     | Helmut Gauß        |
| Simon Russell Beale | Lawrenti Beria                      | Lutz Schnell       |
| Michael Palin       | Wjatscheslaw Molotow                | Erich Ludwig       |
| Jason Isaacs        | Georgi Schukow                      | Matthias Klie      |
| Andrea Riseborough  | Swetlana Stalina                    | Elisabeth von Koch |
| Rupert Friend       | Wassilij Stalin                     | Leonard Hohm       |
| Olga Kurylenko      | Marija Judina                       | Natascha Geisler   |
| Paddy Considine     | Genosse Juri Andrejew, Radio Moskau | Markus Pfeiffer    |
| Adrian McLoughlin   | Josef Stalin                        | Gerd Rigauer       |
| Paul Whitehouse     | Anastas Mikojan                     | Alexander Pelz     |
| Paul Chahidi        | Nikolai Bulganin                    | Jo Vossenkuhl      |
| Dermot Crowley      | Lasar Kaganowitsch                  | Claus Brockmeyer   |
| Diana Quick         | Polina Molotowa                     | Dagmar Dempe       |